# Arbeitsgemeinschaft für Landberatung

Logo der Landberatung

Die Landberatung ist eine landwirtschaftliche Beratungsorganisation, die den landwirtschaftlichen Betrieben in Niedersachsen ihr Fachwissen anbietet. Sitz des Vereins ist in Hannover.

## Geschichte
Die ersten Beratungsringe wurden 1923 als Selbsthilfeeinrichtung der niedersächsischen Landwirtschaft gegründet. 1924 wurde eine Interessenvertretung der Beratungsringe ins Leben gerufen, die heute als Arbeitsgemeinschaft für Landberatung e. V. agiert. 1984 wurde der Erlass über die Vorbereitung auf die Tätigkeit als Landwirtschaftsberater herausgegeben.
(Ringleiter). In elfwöchigen Lehrgängen wurde der Grundbaustein für die Ausbildung als Berater gelegt, die noch heute zusammen mit der LWK Niedersachsen durchgeführt wird und als eine der fundiertesten und renommiertesten Berateranwärterausbildungen in ganz Deutschland gilt.

## Aufgaben und Leitbild
Die Landberatung hat den Zweck, die Arbeit, Zusammenarbeit, den Erfahrungsaustausch und die Entwicklung seiner Mitglieder, die sich mit der Beratung landwirtschaftlicher und landwirtschaftsnaher Unternehmen befassen, zu fördern. Darüber hinaus nimmt sie die allgemeinen beruflichen und sozialen Interessen der landwirtschaftlichen Unternehmensberater wahr und wirkt an deren Aus- und Fortbildung mit.
Aufgabenschwerpunkt der Beratungsringe ist die Beratung in Fragen der Betriebsführung, Pflanzenproduktion, Tierhaltung und Energiewirtschaft.
Die Berater sind vor Ort, in der Nähe des zu beratenden Betriebes. Dies ist die Basis für eine hohe Zuverlässigkeit. Eine nachhaltige, langfristige Beziehung zwischen dem Betrieb und dem Berater wird angestrebt, so dass die langjährigen Kenntnisse der betrieblichen Situation und auch der familiären Verhältnisse eine enge Bindung und eine hohe Identifikation gewährleisten.
Die Landberatung finanziert sich durch Mitgliederbeiträge und Beratungsgebühren, daher gilt sie als unabhängig. Die Landberatung fühlt sich einzig und allein den Klienten verpflichtet. Sie sucht nach individuellen Lösungen im großen Angebot aller Institutionen und Unternehmen.

## Organisation und Aufbau
Die Landberatung ist die größte landwirtschaftliche Beratungsorganisation Deutschlands und darum bemüht, dass Niedersachsen den Status als größtes Agrarland in Deutschland beibehält. Derzeit sind rund 120 Berater in ca. 60 Beratungsringen für die Landberatung tätig. Ihr Wirkungsfeld umfasst 9.250 landwirtschaftliche Betriebe mit rund 920.000 ha und einige wenige Garten- und Obstbaubetriebe. Die einzelnen Mitglieder sind teilweise in Beratungsgemeinschaften zusammengeschlossen, deren Bezeichnung sich jeweils aus dem Namen Landberatung und dem Namen der Region zusammensetzt.
Diese Gemeinschaften sind wiederum in die 5 Bezirke Braunschweig, Hannover, Hildesheim, Lüneburg und Stade aufgeteilt, aus denen der Beirat hervorgeht.
Der Dachverband setzt sich aus dem Vorstand und der Geschäftsstelle, die ihren Sitz in Hannover hat, zusammen.

## Partner
- Grünes Zentrum
- Landesverband der Maschinenringe e.V.
- Landvolk Niedersachsen Landesbauernverband e.V.
- Landwirtschaftskammer Niedersachsen

## Fördernde Mitglieder
- Bioconstruct Biogasanlagen
- Deutsche Kreditbank AG
- GV Agrar
- K+S Minerals and Agriculture GmbH
- Kompetenzzentrum Ökolandbau Niedersachsen
- Land-Data
- LUFA Nord-West – Institut für Boden und Umwelt
- Maschinenringe Hameln und Stade
- Niedersächsische Landgesellschaft
- Norddeutsche Bauernsiedlung
- Norddeutsche Landesbank Hannover
- SJB Fonds Skyline OHG 1989